# Ervália
Ervália là một đô thị thuộc bang Minas Gerais, Brasil. Đô thị này có diện tích 357,071 km², dân số năm 2007 là 18002 người, mật độ 50,7 người/km².